# Paraquilegia caespitosa
Paraquilegia caespitosa är en ranunkelväxtart som först beskrevs av Pierre Edmond Boissier och Hohen., och fick sitt nu gällande namn av Drumm. och Hutch.. Paraquilegia caespitosa ingår i släktet Paraquilegia och familjen ranunkelväxter. Inga underarter finns listade i Catalogue of Life.